# Johan Lundborg (kyrkoherde)
Johan Lundborg, född 17 maj 1773 i Östra Husby socken, död 6 oktober 1831 i Herrestads socken, var en svensk präst.

## Biografi
Johan Lundborg föddes 17 maj 1773 i Östra Husby socken. Han var son till kyrkoherden Per Lundborg och Christina Elisabeth Kindahl. Lundborg blev höstterminen 1792 student vid Uppsala universitet, Uppsala och promoverades till filosofie magister 13 juni 1797. Han blev 30 juni 1800 docent i juris publici Romano Germanica vid Uppsala universitet. Den 18 december 1805 blev han gymnasieadjunkt i Linköping, tillträde direkt och 26 augusti 1809 rektor i Söderköping, tillträde direkt. Lundborg prästvigdes 9 december 1810 och tog pastoralexamen 10 september samma år. Den 27 maj 1814 blev han rektor i Vadstena samt kyrkoherde i Orlunda församling, Orlunda pastorat, tillträde 1815. Han blev 30 september 1818 latinlektor (eloquentiæ & poëseos) i Linköping, tillträde 1819 och blev 29 september 1819 kyrkoherde i Herrestads församling, Herrestads pastorat, tillträde 1820. Lundborg blev 6 september 1820 prost och 10 november 1830 teologie doktor. Han avled 6 oktober 1831 i Herrestads socken.
Lundborg var preses vid prästmötet 1825.

### Familj
Lundborg gifte sig första gången 17 november 1815 med Chatarina Maria Schenmark (1791–1821). Hon var dotter till kyrkoherden i Konungsunds socken. De fick tillsammans barnen Per Ludvig Lundborg (1816–1908), Johan Wilhelm (1819–1841) och Christina Charlotta Amalia.
Lundborg gifte sig andra gången 17 februari 1824 med Johanna Lovisa Mæchel (1801–1844). Hon var dotter till överdirektör Herman Georg Mæchel och Lovisa Sjöberg på Vilhelmsberg i Kvillinge socken. De fick tillsammans barnen Georg Acle (1825–1832), Herman Edvard (1827–1875) och Carl Frithiof.